# Martirio de san Floriano
El Martirio de san Floriano es un cuadro al óleo sobre tabla (76,4x67,2 cm) de Albrecht Altdorfer, fechada circa 1518-1520, y conservado en la Galería Uffizi de Florencia. Está firmado con el monograma "A in A", en un poste del puente a la derecha.

## Historia y descripción
La obra, análoga a la tabla de la Despedida de san Floriano, forma parte de una serie de al menos siete tablas, con la Historia de san Floriano, quizá dispuesta originariamente en un complejo de puertas giratorias. Las otras se encuentran en el  Museo Nacional Germano de Núremberg (3), la Galería Nacional de Praga (1), y en colecciones privadas en Berlín (1). La obra completa debía asemejarse al Retablo de historias de san Sebastián y de la Pasión, pintado por el mismo artista en Ratisbona para la Nueva Catedral de Linz, (c. (1518).
Las dos tablas florentinas llegaron a su emplazamiento actual desde la colección Spannocchi de la Pinacoteca nacional de Siena, en 1914, para enriquecer la colección del Renacimiento nórdico de los Uffizi.

## Descripción y estilo
San Floriano, fue un soldado romano de Enns, que habiendo defendido a los cristianos de la Alta Austria, en 304, fue martirizado al atarle una piedra de molino al cuello y arrojarle al Río Eno. Como una leyenda dice que apagó un fuego con un solo cubo de agua, a menudo se le representa como protector del fuego.
En la tabla del martirio, la escena está ambientada en la parte superior de un puente de madera, vista desde abajo, dejando libre la parte inferior para un extraordinario paisaje fluvial, con montañas punteadas de castillos.
Alrededor de Floriano, joven, desnudo y arrodillado, se dispone el grupo de los torturadores, y de simples curiosos, que se apiñan en torno a él, y a la gran piedra de molino que han encadenado a su cuello. Su silenciosa aceptación del martirio contrasta con las caras excitadas y deformadas de los otros personajes, que resaltan eficazmente su santidad.